# Pijp- en Tabaksmuseum
Het Pijp- en Tabaksmuseum is een privaat museum in Sint-Niklaas. Het werd in 1992 opgericht door Richard Thiron.

## Collectie
In een eerste zaaltje wordt de ontwikkeling van de pijp getoond sinds de ontdekking van Amerika in 1492 en de kennismaking met de tabaksplant. Van de kleipijp, de Duitse porseleinen 'Gestechpfeifen' over pijpen uit meerschuim tot de moderne pijpen uit Bruyèrehout worden er honderden verschillende exemplaren van over de hele wereld tentoongesteld. Men kan er toestellen bekijken voor het vervaardigen van pijpen en snijden van tabak, en tal van attributen zoals pijpenrekjes, waterpijpen, tabakskruiken en aanstekers.
Een tweede zaaltje gaat over sigaren en de sigarenindustrie, meer bepaald de sigarenindustrie tussen 1921 tot 1969 te Sint-Niklaas. Er worden machines voor de productie van sigaren tentoongesteld, verschillende soorten sigaren en tabak, en allerlei attributen zoals sigarendozen, sigarenbandjes en sigarenknippers. In de inkomhal van het museum ligt een van de grootste sigaren ter wereld tentoongesteld. De sigaar is 6,34 meter lang, weegt 400 kilogram, heeft een diameter van 47 centimeter en bestaat uit 9300 tabaksbladeren. Ze werd in 1993 gemaakt door de Onkerzeelse Botermelkgilde.
In het een verdieping hogere Reynaertsalon worden nog meer pijpen en attributen tentoongesteld.

## Galerij

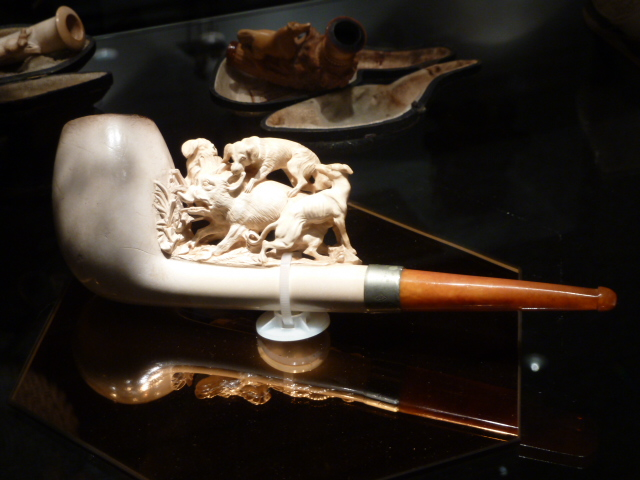
Meerschuimpijp
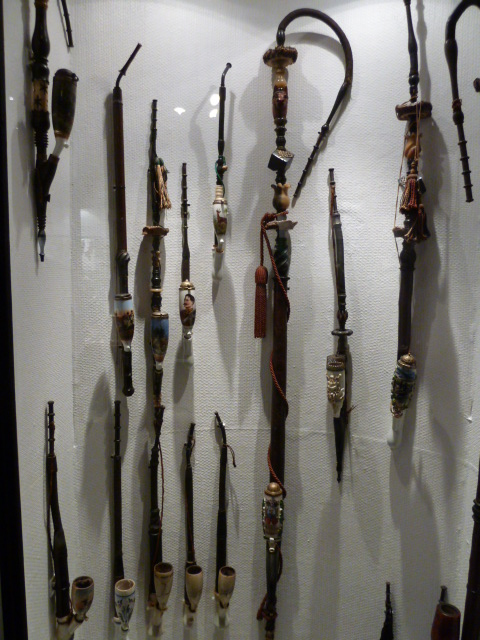
'Gestechpfeifen'
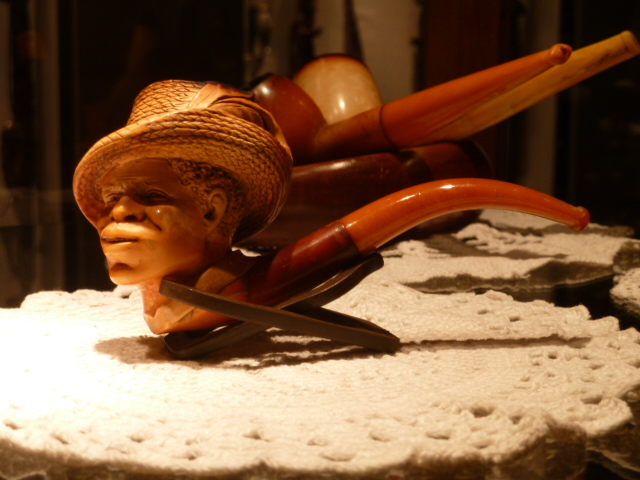
Meerschuimpijp
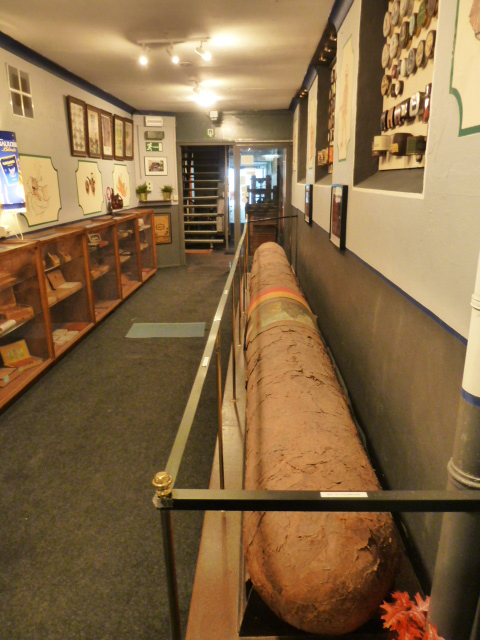
Grote sigaar
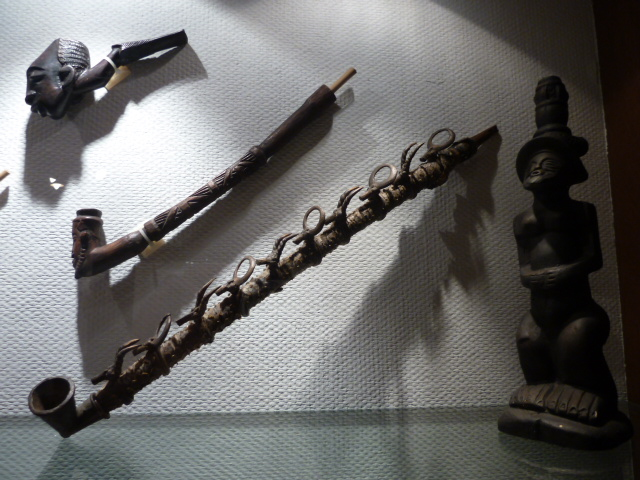
Afrikaanse pijpen
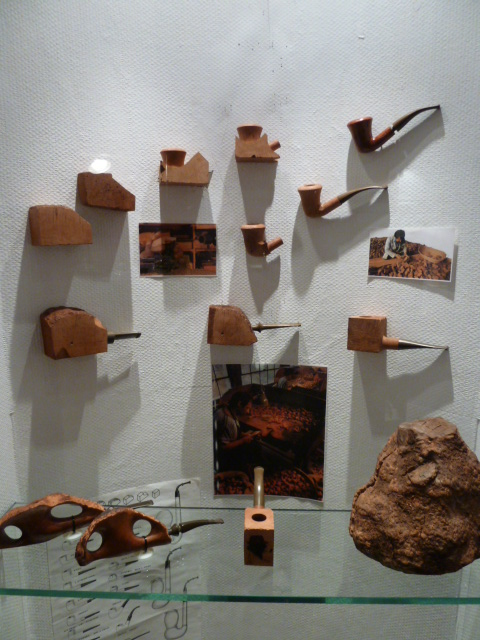
Productieproces Bruyèrepijp
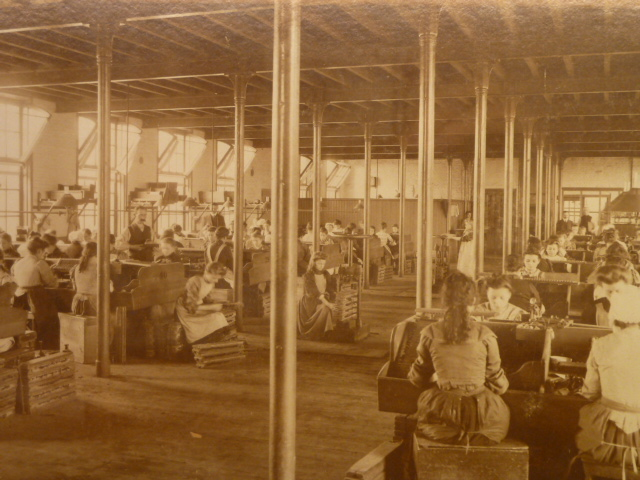
Historische foto sigaarmanufactuur
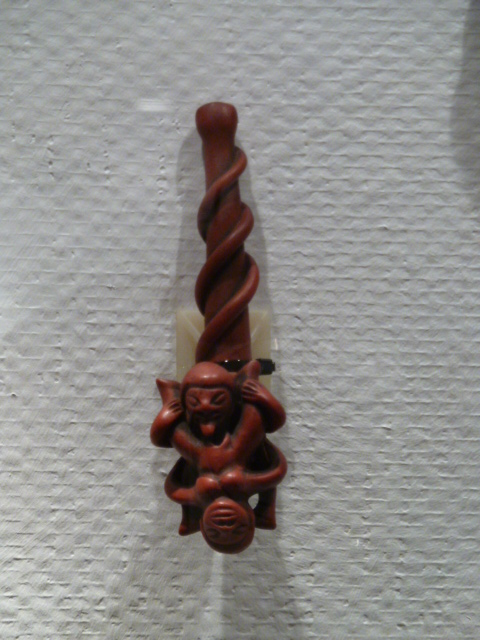
Erotisch pijpje
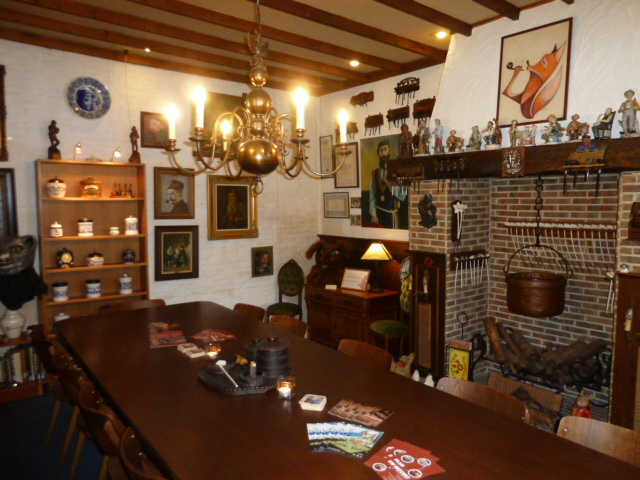
Reynaertsalon